# Empis valga
Empis valga är en tvåvingeart som beskrevs av Collin 1938. Empis valga ingår i släktet Empis och familjen dansflugor.
Artens utbredningsområde är Ghana. Inga underarter finns listade i Catalogue of Life.